# Западная Шестая улица (Си-Трейн)
«Западная Шестая улица» (англ. 6 Street Southwest) — станция Си-Трейна в Калгари. Эта станция открылась в 1981 году и в настоящее время обслуживает 7 900 пассажиров за день.
Изначально станция располагалась между 6-й и 5-й улицами и открылась 25 мая 1981 года. 7 апреля 2008 года была закрыта для проведения капитального ремонта, как и все станции 7 авеню. Новая станция была открыта 27 марта 2009 (чуть менее через год после закрытия старой станции), а старая сразу же была снесена.
Как и все платформы 7 авеню Западная Шестая Улица может одновременно обслуживать 4 вагона.
В 2005 году был зафиксирован средний пассажиропоток размерностью в 7900 посадок.
В 2008 году сайт Calgary Transit провёл исследование, в котором подтвердил данные 2005 года.